# Хипократ
Вижте пояснителната страница за други личности с името Хипократ.
Хипократ (на гръцки: Ιπποκράτης) е най-великият лекар на Античността, още наричан баща на медицината и смятан за една от най-значими фигури в областта на медицината. С името му се свързва Хипократовата клетва. Известни Хипократови принципи са: „На първо място не причинявай вреда“ („Primum non nocere“) и „Изкуството е вечно, а животът – кратък“ („Ars longa, vita brevis“).
Според биографичните данни за него той е бил обучен в лечителския храм на остров Кос и може би е бил ученик на Херодик. Хипократ странства много преди да се установи в Кос да практикува и преподава медицина.
Трудовете, приписвани на Хипократ, наречени още „Хипократов сборник“, наброяват около 70 книги и са писани между 430 и 200 г. пр.н.е. Смята се, че в действителност може би само 6 книги са негови, а всъщност сборникът е остатък от голямата библиотека на медицинското училище на остров Кос. Неговото обучение вероятно е повлияло други автори в посоката на неговите идеи, които отричат суеверията, божествения произход на болестите, също и магията на примитивната медицина и по този начин поставят основите на науката Медицина.
Малко е известно за живота на Хипократ, но някои от неговите постижения като медик са документирани от Аристотел и Платон.

## Произведения
За тези творби не може със сигурност да се каже, че са били създадени от Хипократ, но те съставят така наречения Corpus Hippocraticum:
- „Афоризми“
- „Способи за редукция“
- „От епидемията“
- „За въздуха, водите и местата“
- „За древната медицина“
- „За фистулата“
- „За фрактурите“
- „За хемороидите“
- „За нараняванията на главата“
- „За лечението при острите заболявания“
- „За ставите“
- „За свещените болести“
- „За хирургията“
- „За язвите“
- „Книга за прогностиката“
- „Законът“
- „Клетвата“

Сред най-значимите произведения на Хипократ се счита „За въздуха, водите и местата“, където се дискутира ефектът на околната среда като причинител на заболяванията и се отрича те да имат божествен характер. В други 3 свои творби, сред които „Прогностика“ и „Афоризми“, той предлага революционната за времето си идея, че чрез наблюдение на множество случаи лекарят може да прогнозира развитието на случая. В своите произведения Хипократ също защитава идеята за конфиденциалността – в Хипократовата клетва и на други места. Той предлага записването от лекарите на техните открития и лечителски методи, така че те да могат да бъдат усвоявани от други медици. Идеята за превантивната медицина възниква в Лечение и Лечение на острите заболявания, като се набляга на начина на живот и хранене.